# ألكسندر لازوف
ألكسندر لازوف (بالبلغارية: Александър Лазов)‏ مواليد 9 يوليو 1990 في بازارجيك، بلغاريا، هو لاعب كرة مضرب بلغاري بدأ مسيرته كمحترف سنة 2006 يلعب باليد اليسرى ويحتل حالياً المرتبة رقم. 435 (29 فبراير 2016) في تصنيف رابطة محترفي كرة المضرب. أعلى تصنيف له في الفردي كان المركز الـ 324 في سنة 2015. أعلى تصنيف له في الزوجي كان المركز الـ 350 في سنة 2015.

## روابط خارجية
- ألكسندر لازوف على موقع رابطة محترفي التنس (الإنجليزية)
- ألكسندر لازوف على موقع الاتحاد الدولي لكرة المضرب (الإنجليزية)
- ألكسندر لازوف على موقع كأس ديفيز (الإنجليزية)
- ألكسندر لازوف على موقع إي إس بي إن.كوم (الإنجليزية)